# Гнома
Гно́ма (др.-греч. γνώμη «мысль; мнение») — нравоучение, образное изречение, выражающее некий философский смысл или правило мудрости.
Аристотель определял гному как «высказывание общего характера».
Гномическая литература была распространена в Греции в VI веке до н. э., особенно в элегической поэзии, в форме дистихов или гекзаметров. Выдающимися представителями этой литературы были: Солон, Феогнид и Фокилид. Гомер вкрапливает гномы в эпос. Также могли входить в состав хрии. Встречаются они у Эпихарма, Менандра и Гесиода.
В римской литературе к гномам можно отнести высказывания Публилия Сира и т.н. «Disticha Catonis» Дионисия Катона.
Весьма богаты гномами древние восточные литературы: арабская, индийская, персидская, еврейская (изречения Соломона). В христианской литературе гномы встречаются в Евангелии (Нагорная проповедь).
Поэты, писавшие гномы, называются гномиками.